# Maria del Carme Queralt Tomàs
Maria del Carme Queralt Tomàs, que a vegades firma Maria Carme Queralt o Carme Queralt Tomàs (Tortosa, Baix Ebre, 15 de novembre de 1959) és una antropòloga, museòloga, comissària d'exposicions i gastrònoma catalana.
Exercí com a conservadora d'etnologia del Museu Comarcal del Montsià, formà part del Consell Assessor de Cultura Popular (1993-2005) i de la Comissió Científica Assessora d'Etnologia (1994-2000) del Departament de Cultura de la Generalitat de Catalunya. Des del 1998 s'encarrega de la coordinació pedagògica de l'Escola Catalana de la Festa (FestCat), a Horta de Sant Joan. És autora de recerques, llibres i articles científics i tècnics, i també comissària, documentalista d'exposicions i coordinadora de jornades i congressos sobre patrimoni popular i sobre jocs tradicionals a les terres de l'Ebre.

## Publicacions
Alguns dels llibres de l'autora son:
- "Del jocs als oficis, dels oficis al joc. El món tradicional a partir del joc, el treball i la festa". A: Les societats a través del joc, pàgs. 75-107 (2009)
- Juntament amb Joan Martínez Tomás i María Teresa Subirats, "Los barcos de vapor en la navegación por el río Ebro". A: Juan José Achútegui Rodríguez (coord.). La construcción naval y la navegación: I Simposio de Historia de las Técnicas: Cantabria 26, 27 y 28 octubre 1995, pàgs. 347-354 (1996)
- Els gegants d'Amposta: 50 anys d'història i de tradició popular (1999)
- La cuina de les Terres de l'Ebre. Receptes tradicionals del Baix Ebre, del Montsià i de la Terra Alta, El Cullerot, 5 (Valls: Cossetània Edicions, 2000) ISBN 978-84-9791-143-6.